# Вила Кордиско (Ријети)
Вила Кордиско је насеље у Италији у округу Ријети, региону Лацио.
Према процени из 2011. у насељу је живело 32 становника. Насеље се налази на надморској висини од 915 м.